# HMS Defender (H07)
«Дефенде» (H07) (англ. HMS Defender (H07) — військовий корабель, ескадрений міноносець типу «D» Королівського військово-морського флоту Великої Британії за часів Другої світової війни.

## Історія створення
«Дефенде» був закладений 22 червня 1931 на корабельні компанії Vickers-Armstrongs, у містечку Барроу-ін-Фернес. 28 жовтня 1932 увійшов до складу Королівських ВМС Великої Британії.

## Історія служби
«Дефенде» розпочав службу в лавах Середземноморського флоту, згодом, на початку 1935 року, він був переведений до Китаю. Під час Абіссінської кризи наприкінці 1935 року, есмінець тимчасово служив на Червоному морі, перш ніж повернутися до ВМБ призначення, де він залишався до середини 1939 року. HMS Defender (H07) був переведений назад до Середземноморського флоту незадовго до початку Другої світової війни у вересні 1939 року. Стислий термін виконував завдання біля берегів Західної Африки для ескорту конвою в 1940 році, перш ніж знову повернутися на Середземне море. Корабель брав участь в боях біля Калабрії, мису Спартівенто і мису Матапан протягом наступного року без ушкоджень. У квітні-травні 1941 року ескадрений міноносець «Захисник» надавав допомогу в евакуації британських та грецьких військ з материкової Греції та Криту. Надалі брав участь в охороні конвоїв, які курсували між Єгиптом та Лівією, де билися війська Співдружності.
11 липня 1941 року «Дефенде» був сильно пошкоджений німецьким бомбардувальником під час виконання однієї з таких місій і його екіпажу довелося затопити корабель.